# Robert Julius Trumpler
Robert Julius Trumpler foi um astrônomo suíço.
O conceito de extinção interestelar atribui-se geralmente a ele, ainda que seus efeitos foram identificados pela primeira vez em 1847 por Friedrich Georg Wilhelm Struve.